# Yunusefendi, Gölyaka
Yunusefendi là một xã thuộc huyện Gölyaka, tỉnh Düzce, Thổ Nhĩ Kỳ. Dân số thời điểm năm 2010 là 743 người.